# El-Ahlí SC
A el-Ahlí Sporting Club (arabul: نادي الأهلي الرياضي, nádí el-Ahlí er-Rjádí, angolul: Al Ahly, Al Ahly SC) egyiptomi sportegyesület, melynek a székhelye Kairóban, Egyiptom fővárosában található. A klub elsősorban a labdarúgócsapatáról ismert, melyen 1907. április 24-én alapítottak és jelenleg az egyiptomi labdarúgó-bajnokság legmagasabb osztályában az Egyptian Premier League-ben szerepel.  
A kairói diákok által alapított csapat 42 alkalommal nyerte meg a bajnokságot, emellett a kupát 38, szuperkupát 11 alkalommal hódították el. Az el-Ahlí az afrikai kontinens legsikeresebb csapata.
A nemzetközi kupákban rekordot jelentő 11 CAF-bajnokok ligája elsőséggel rendelkeznek. A CAF-konföderációs kupát 1, a Kupagyőztesek Afrika-kupáját 4, a CAF-szuperkupát 8, az Afro-ázsiai klubok kupáját pedig 1 alkalommal nyerték meg. A FIFA-klubvilágbajnokságon három alkalommal szereztek bronzérmet. 25 kontinentális elsőséggel a CAF a 20. század legsikeresebb afrikai csapatának választotta az el-Ahlít.

## Rivális
Az el-Ahlí legnagyobb riválisa a szintén kairó Ez-Zamálek.

## Stadion

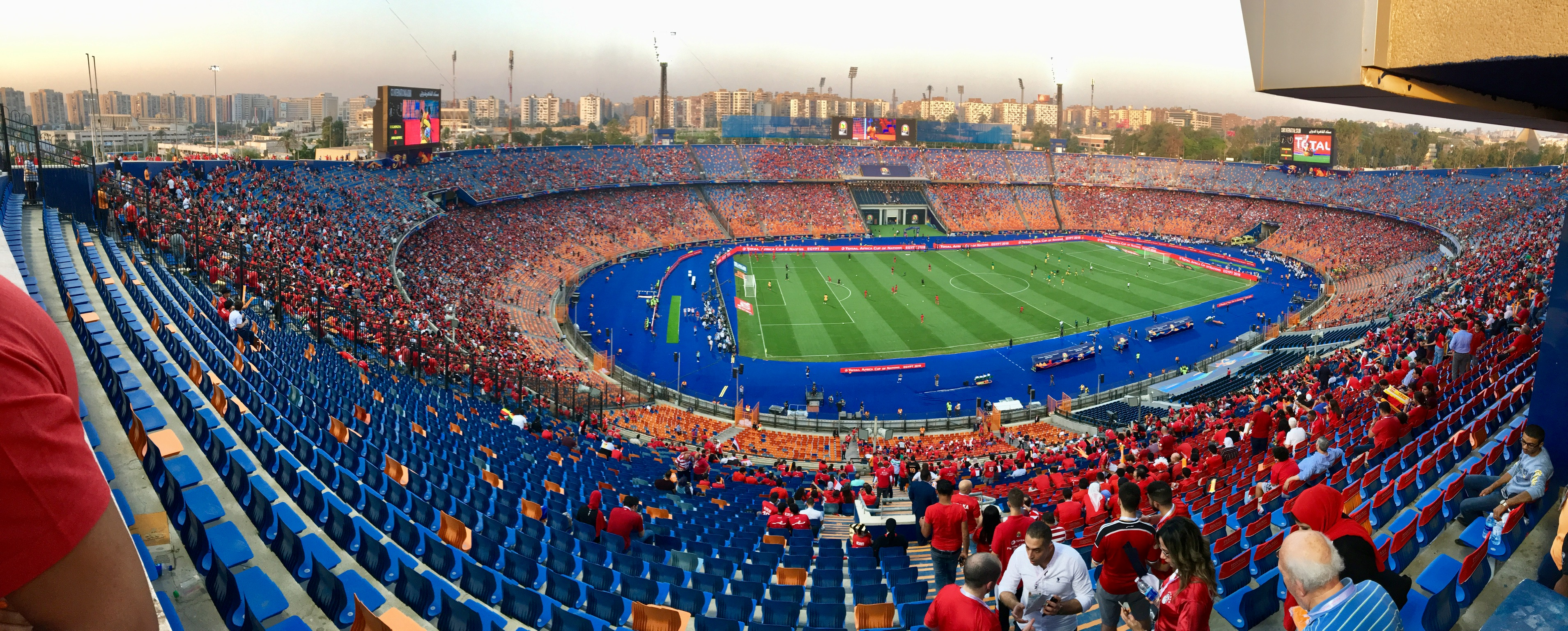
Panorámafotó a Kairói Nemzetközi Stadionról

Az el-Ahlí a 75 ezer férőhelyes Kairói Nemzetközi Stadionban játssza hazai mérkőzéseit, a nemzetközi porondon. eredetileg a Mokhtar El Tetsh Stadion adott otthon a hazai mérkőzéseiknek, de ennek a befogadóképessége túl kicsinek bizonyult.  

## Szurkolók

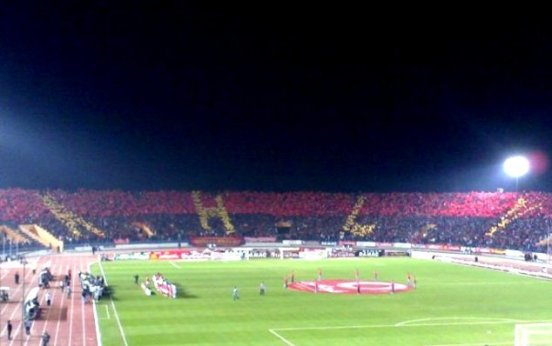
Az el-Ahlí szurkolói a 2008-as derbi előtt

Az el-Ahlí legnagyobb szurkolói csoportja az Ultras Ahlawy, akik minden hazai és idegenbeli mérkőzésen jelen vannak, látványos koreográfiákat mutatnak be és szurkolnak a csapatnak. 

## Trófeák

### Nemzeti
- Egyiptomi bajnok
  -  Bajnok (45): 1948–49, 1949–50, 1950–51, 1952–53, 1953–54, 1955–56, 1956–57, 1957–58, 1958–59, 1960–61, 1961–62, 1974–75, 1975–76, 1976–77, 1978–79, 1979–80, 1980–81, 1981–82, 1984–85, 1985–86, 1986–87, 1988–89, 1993–94, 1994–95, 1995–96, 1996–97, 1997–98, 1998–99, 1999–2000, 2004–05, 2005–06, 2006–07, 2007–08, 2008–09, 2009–10, 2010–11, 2013–14, 2015–16, 2016–17, 2017–18, 2018–19, 2019–20, 2022/23, 2023/24, 2024/25
  -  Ezüstérmes (12): 1966–67, 1977–78, 1983–84, 1987–88, 1990–91, 1992–93, 2000–01, 2001–02, 2002–03, 2003–04, 2014–15, 2020–21
  -  Bronzérmes (4): 1959–60, 1962–63, 1982–83, 2021–22
- Egyiptomi Kupa
  -  Győztes (38): 1923–24, 1924–25, 1926–27, 1927–28, 1929–30, 1930–31, 1936–37, 1939–40, 1941–42, 1942–43, 1944–45, 1945–46, 1946–47, 1948–49, 1949–50, 1950–51, 1952–53, 1955–56, 1957–58, 1960–61, 1965–66, 1977–78, 1980–81, 1982–83, 1983–84, 1984–85, 1988–89, 1990–91, 1991–92, 1992–93, 1995–96, 2000–01, 2002–03, 2005–06, 2006–07, 2016–17, 2019–20, 2021–22
  -  Döntős (16): 1925–26, 1931–32, 1932–33, 1934–35, 1937–38, 1943–44, 1951–52, 1958–59, 1972–73, 1975–76, 1996–97, 2003–04, 2009–10, 2014–15, 2015–16, 2020–21
- Egyiptomi Szuperkupa
  -  Győztes (13): 2003, 2005, 2006, 2007, 2008, 2010, 2011, 2014, 2015, 2017, 2018, 2021, 2022
  -  Döntős (4): 2009, 2016, 2019, 2020

### Nemzetközi
- CAF-bajnokok ligája
  -  Győztes (11): 1982, 1987, 2001, 2005, 2006, 2008, 2012, 2013, 2019–20, 2020–21, 2022–23
  -  Döntős (5): 1983, 2007, 2017, 2018, 2021–22
- Kupagyőztesek Afrika-kupája
  -  Győztes (4): 1984, 1985, 1986, 1993
- CAF-konföderációs kupa
  -  Győztes (1): 2014
- CAF-szuperkupa
  -  Győztes (8): 2002, 2006, 2007, 2009, 2013, 2014, 2021 (május), 2021 (december)
  -  Döntős (2): 1994, 2015
- Afro-ázsiai klubok kupája
  -  Győztes (1): 1988
- FIFA-klubvilágbajnokság
  -  Bronzérmes (3): 2006, 2020, 2021

## Lásd még
- Port Szaíd-i stadion-tragédia

## Külső hivatkozások
- Hivatalos weboldal. alahlyegypt.com (arabul)
- Egypt - Al Ahly SC. soccerway.com
- El Ahly Cairo - Club profile. transfermarkt.com
- Az al-Áhlí a kicker honlapján. kicker.de
- Az al-Áhlí a soccer24 honlapján. soccer24.com
- Az al-Áhlí az espn honlapján. espn.com
- Az al-Áhlí a britannica.com honlapján. britannica.com